# Vallée de Viñales
La vallée de Viñales est située à Cuba dans la province de Pinar del Río, autour de la ville de Viñales.

## Localisation
Elle se trouve dans la sierra de los Órganos, dans la cordillère de Guaniguanico,.

## Histoire
Réduite à l'élevage au XVIIe siècle, l'agriculture s'est consacrée depuis le XXe siècle au tabac et à la canne à sucre. Très développée en raison de la richesse des terres rouges de la vallée, elle reste en partie réalisée avec des techniques agricoles traditionnelles (labour avec des attelages de bœufs).
Les huttes à toit de chaume (bohío) ont survécu aux premiers occupants et sont devenues les constructions typiques servant à curer le tabac, très nombreuses tout au long de la vallée depuis le XVIIe siècle jusqu'à nos jours.

## Géologie
La vallée présente un bel exemple de relief karstique, remarquable pour ses mogotes, buttes montagneuses de calcaire émergeant de la plaine. Datant du Jurassique supérieur à la limite du Crétacé,, (environ −150 millions d'années, ère secondaire), elles sont désormais recouvertes d'une épaisse végétation. Géologiquement, ce sont des « montagnes sans racines » parce que leur masse calcaire recouvre du schiste, un type de roche avec lequel ils ne partagent pas d'affinité.
Ses collines appelées alturas de pizarras sont formées des roches les plus anciennes de Cuba ; relevant de la formation San Cayetano, elles datent du Jurassique inférieur (environ −199 millions d'années) à moyen. Elles bordent au nord (Alturas de Pizarras del Norte) et au sud (Alturas de Pizarras del Sur) la ceinture de mogotes de la sierra de los Organos.
Des pictogrammes dans certaines grottes témoignent de la présence ancienne de l'homme.

## Flore
Elle est caractérisée par son endémisme et sa diversité. C'est le seul endroit au monde où l'on trouve encore quelques rares populations du palmier liège (Microcycas calocoma), fossile vivant datant du Jurassique, en danger d'extinction et unique espèce végétale déclarée monument national naturel à Cuba.

## Agriculture

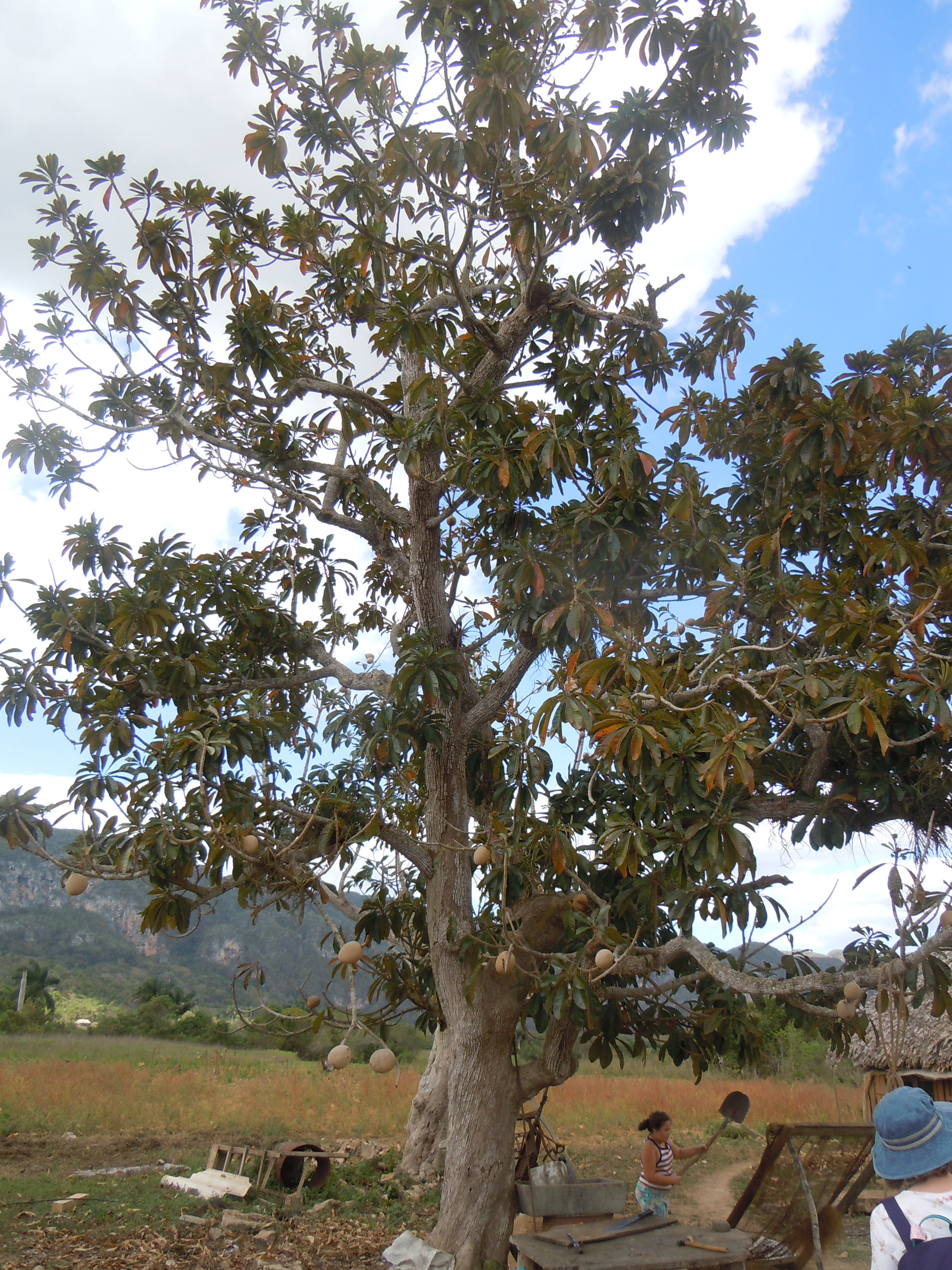
Sapotier (Pouteria sapota) dans la vallée

De nombreuses exploitations traditionnelles (tabac et culture vivrières) procurent des revenus à la population de la vallée. Ces exploitations, en plus d'assurer un commerce de proximité, sont des lieux d'intérêt touristique assurant des revenus supplémentaires.
Il est possible de les visiter pour faire connaissance avec le processus de production du tabac et le roulage des cigares cubains.

Vallée de Viñales
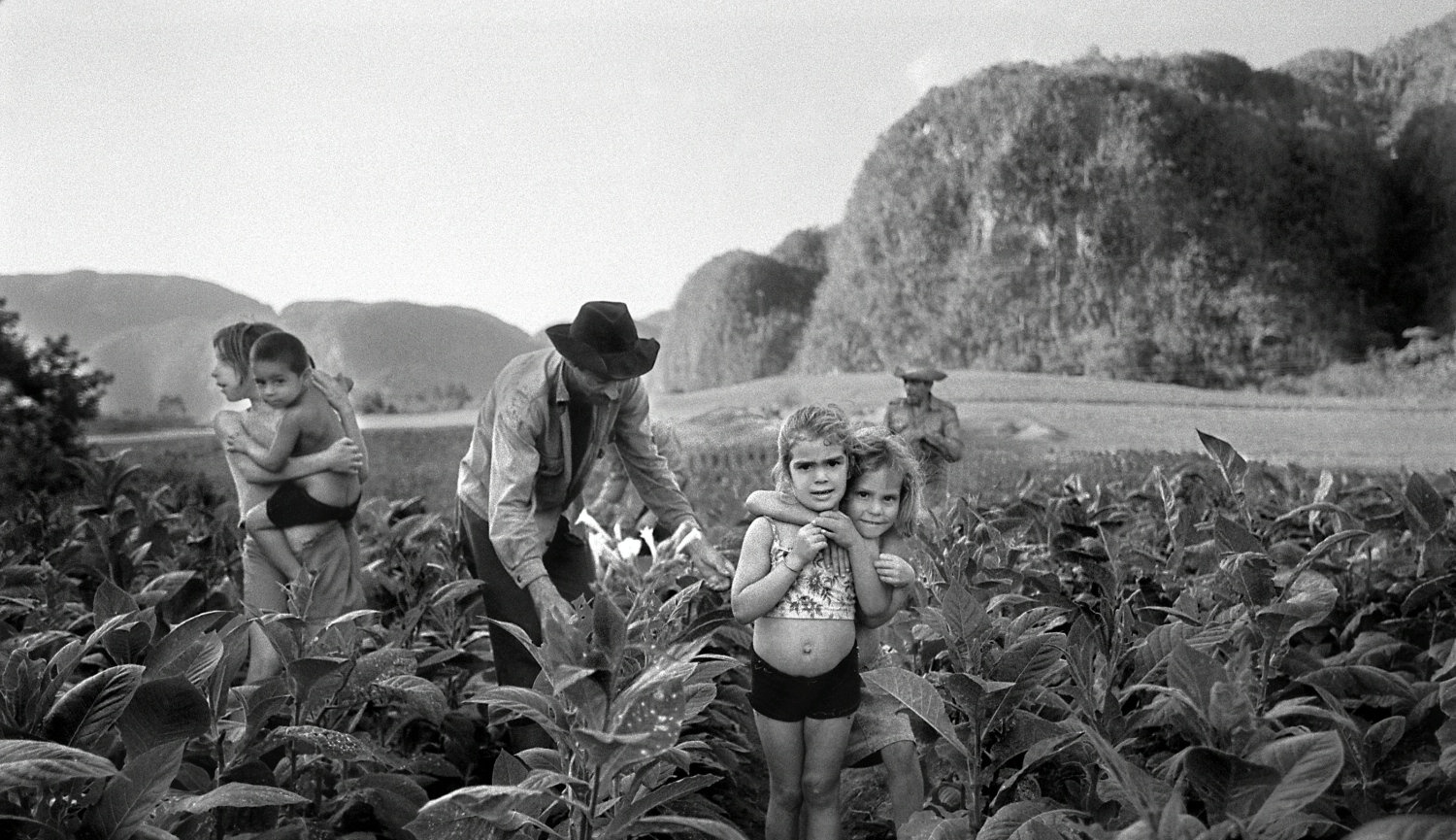
Récolte du tabac (Manuel Rivera-Ortiz, 2002)
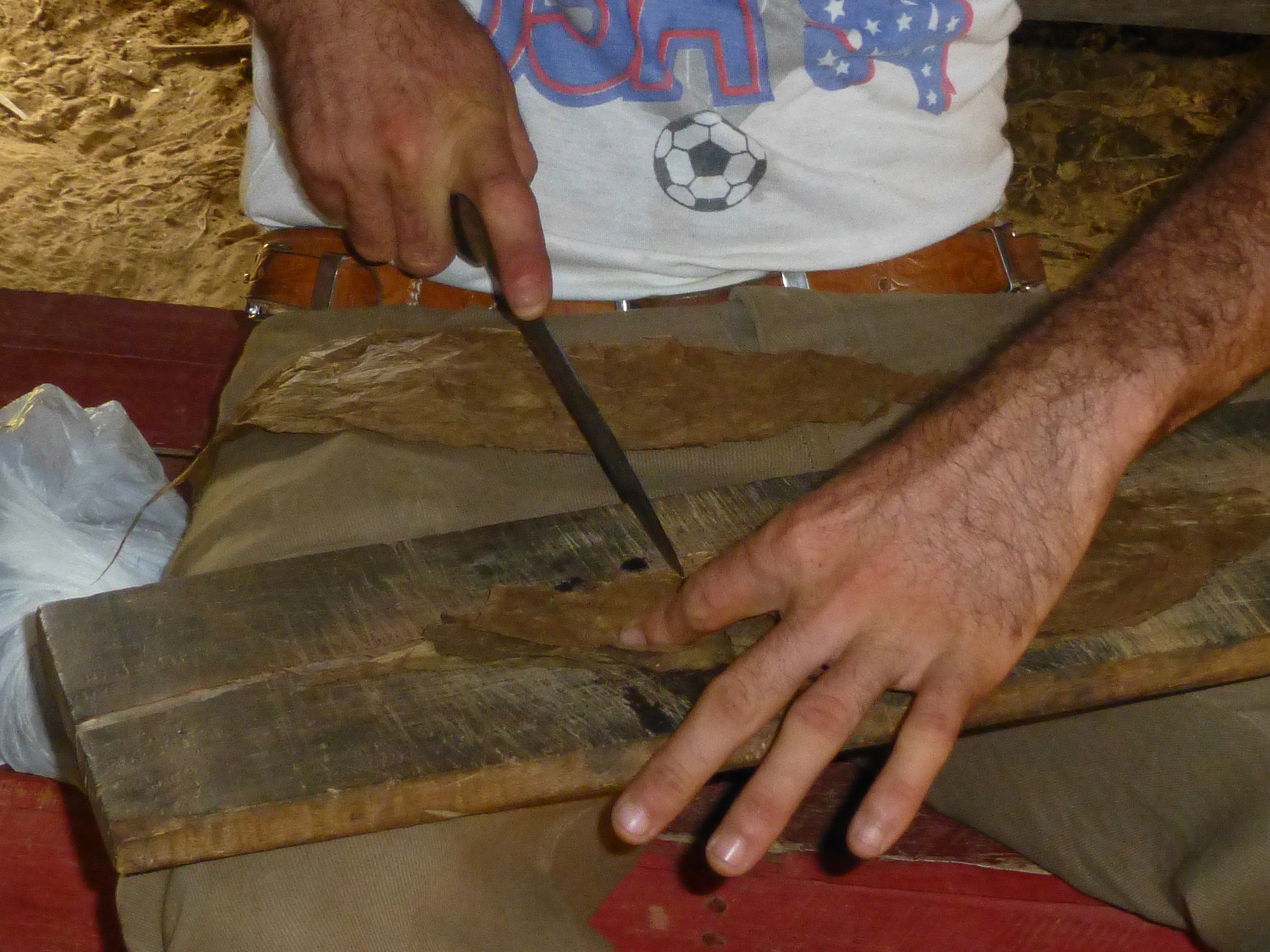
Préparation de feuilles de tabac
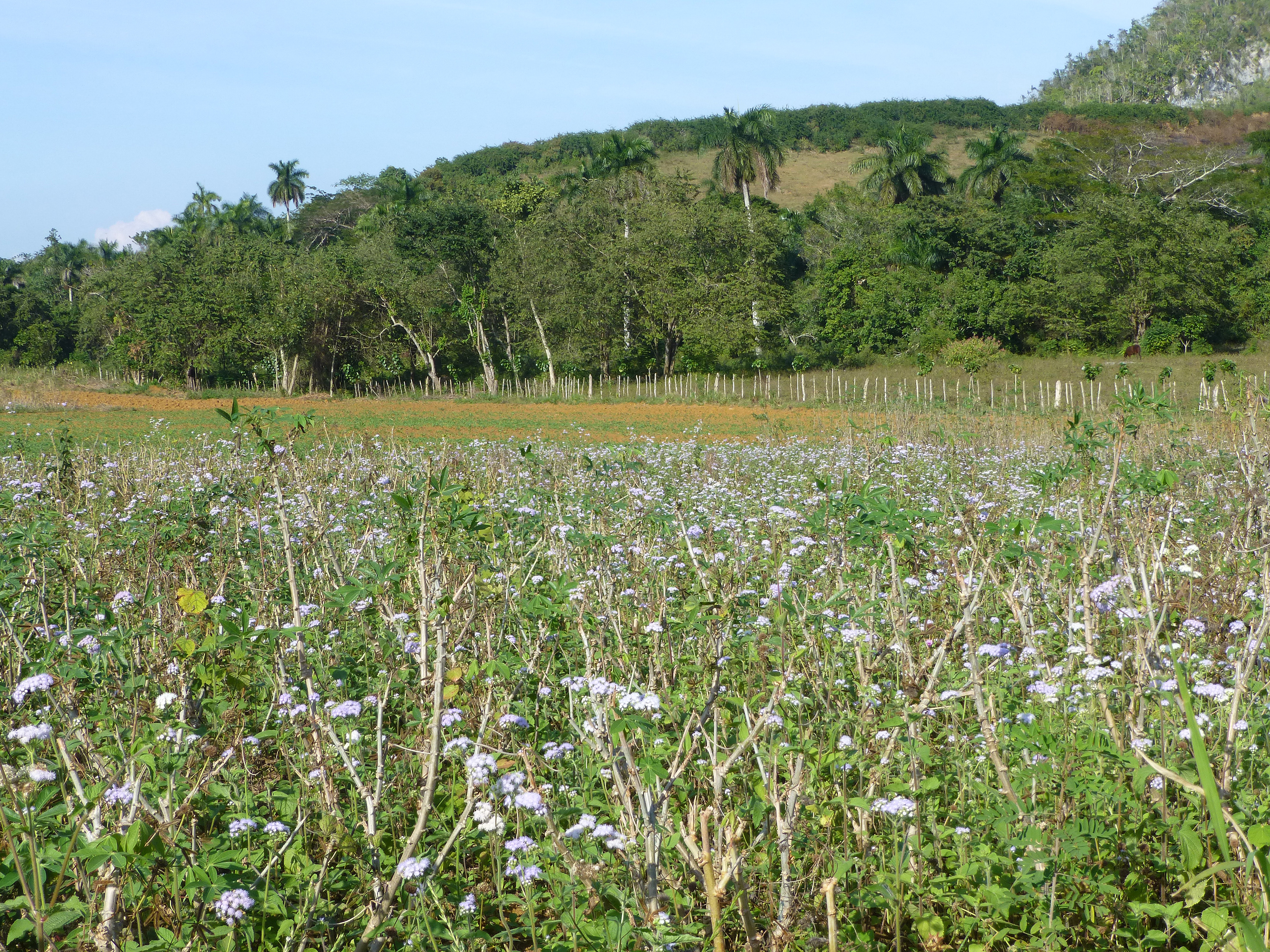
Champ de manioc

## Tourisme
Avec la formation de rivières souterraines, les roches ont été creusées et ont donné naissance à de très nombreuses grottes qui font le charme de la vallée. Grâce à ses paysages magnifiques, la vallée attire un nombre important de touristes chaque année ; elle offre de plus une grande variété d’activités telles que l'escalade, la randonnée ou la spéléologie.
Grottes
La plus célèbre de ses grottes est le complexe des grottes de Santo Tomás, un des plus grands des Caraïbes, qui s'étend sur 46 km en 7 niveaux répartis entre 125 et 190 m d'altitude, soit 65 m de hauteur pour l'ensemble des galeries. Le niveau le plus bas est encore en activité, arrosé par l'arroyo Santo Tomás. Elle a livré des vestiges préhistoriques, dont des gravures dans la cueva de Mesa et un squelette humain daté d'environ 3 500 ans dans la cueva Incognita. Nombre de ses galeries et caves ont fourni des abris aux cimarrones (esclaves en fuite) ; les fermiers des vallées proches ont souvent utilisé l'eau de ses bas niveaux pendant les sécheresses ; elles servent d'abri pendant les cyclones ; et les dépôts de guano sont utilisés comme fertilisant. Le siège de l'école nationale de spéléologie (Escuela Nacional de Espeleologia) est installé à proximité immédiate de quelques-unes de ses entrées depuis 1984 et elle a été déclarée Monument national le 5 juin 1989. Depuis 1994 une partie du 6e niveau (à 178 m d'altitude) a été ouverte aux visites : la cueva de las  Avispas et, toute proche, la cueva de las Perlas avec ses beaux spéléothèmes. 

La plus grande attention a été donnée à la préservation de l'écosystème de ces galeries, un environnement particulièrement fragile. Le nombre de visiteurs est limité à 10 par visite ; depuis son ouverture au public la grotte a reçu environ 1 500 visiteurs par an. Les aménagements sont minimisés : toutes les structures sont en bois, fixées avec des cordes (donc amovibles), à l'intérieur comme à l’extérieur. L'éclairage est entièrement indépendant des grottes : ce sont des lampes à piles rechargeables fixées sur les casques des visiteurs. L'impact sur les conditions physiques et chimiques de l'environnement interne est ainsi réduit au minimum.

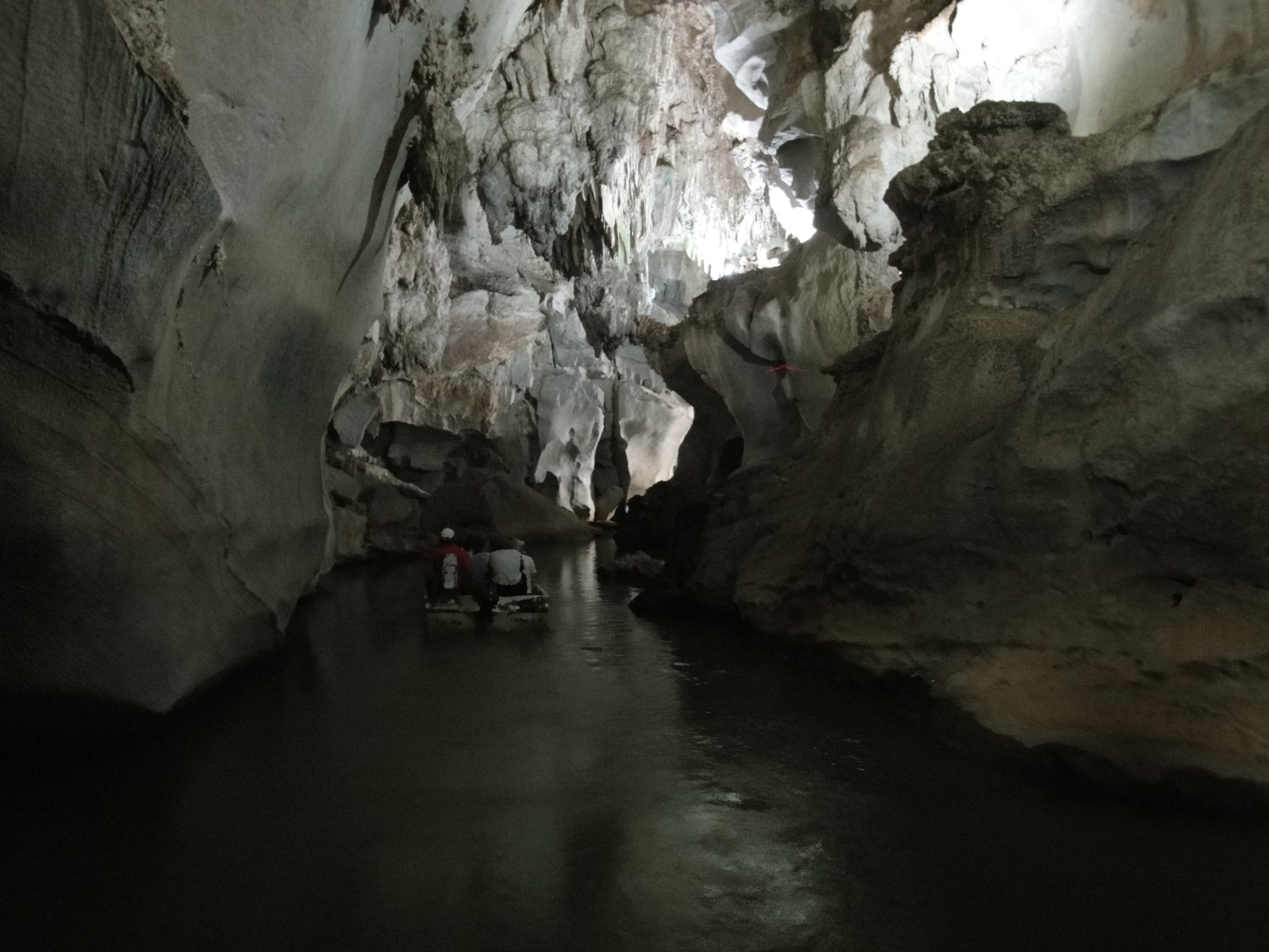
Cueva del Indio

Autre grotte très connue : la Cueva del Indio (es) (grotte de l'Indien), découverte en 1920. Une partie a depuis été aménagée, grâce à des lumières qui permettent d’observer les peintures rupestres et autres vestiges archéologiques des civilisations précolombiennes.
La grotte de San Miguel inclut un petit musée centré sur les esclaves en fuite qui s'y sont abrités.
Mur de la Préhistoire
À 4 km de Viñales, sur un côté du mogote Dos Hermanas, est peint le « Mur de la Préhistoire ». Cette fresque, de 180 m de long par 120 m de large, a été commandée par Fidel Castro en 1961. Plusieurs peintres se relayèrent pour arriver au bout de cette immense peinture qui représente la théorie de l'évolution.

## Protection
La vallée de Viñales est protégée par les dispositions de la Constitución de la República de Cuba (Constitution de la république de Cuba) du 24 février 1976 et par la Déclaration du 27 mars 1979 la déclarant monument national, en application de la Ley de Protección al Patrimonio Cultural (Loi sur la protection des biens culturels, n° 1 du 4 août 1977), et la Ley de Monumentos Nacionales y locales (Loi sur les Monuments nationaux et locaux,  n ° 2 du 4 août 1977).
La vallée est aussi comprise dans le parc national de Viñales, dans la sierra de los Organos.
Étudiant la possibilité de créer un géoparc, un classement de 20 géosites (points d'intérêt géomorphologique) du parc national de Viñales (dont la vallée) a été publié en 2023, avec focus à la fois sur l'intérêt scientifique, éducationnel, touristique et culturel. La vallée de Viñales arrive en tête de ce classement.
La vallée a été inscrite au patrimoine mondial de l'UNESCO en 1999.

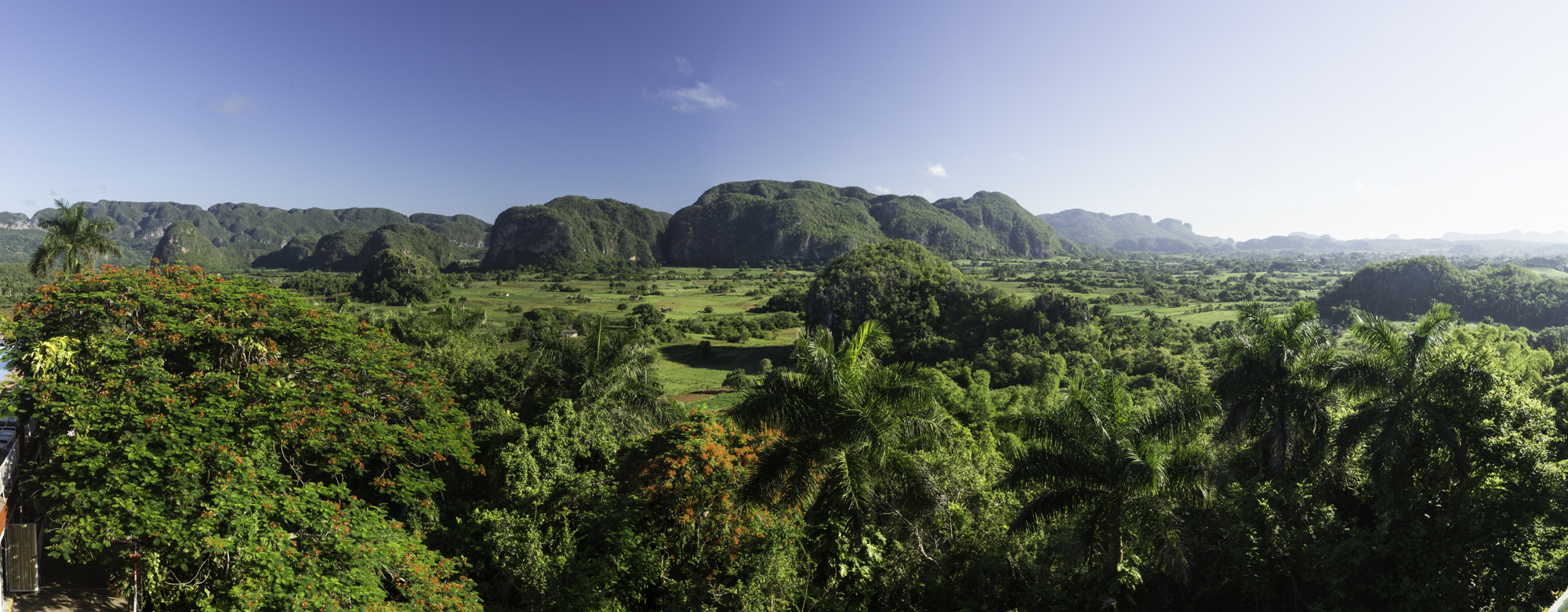
Vue panoramique sur la vallée de Viñales.

## Galerie d'images

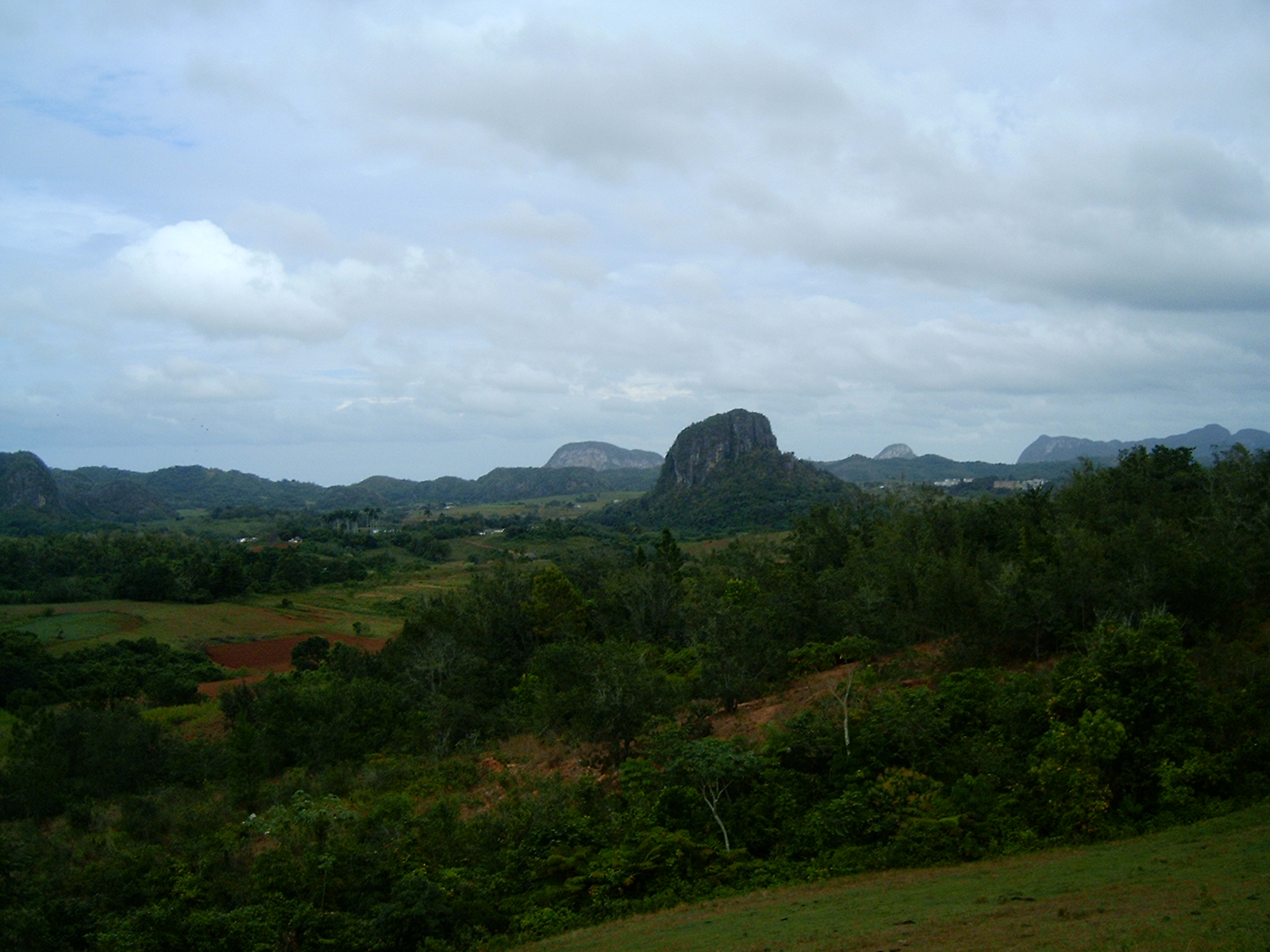
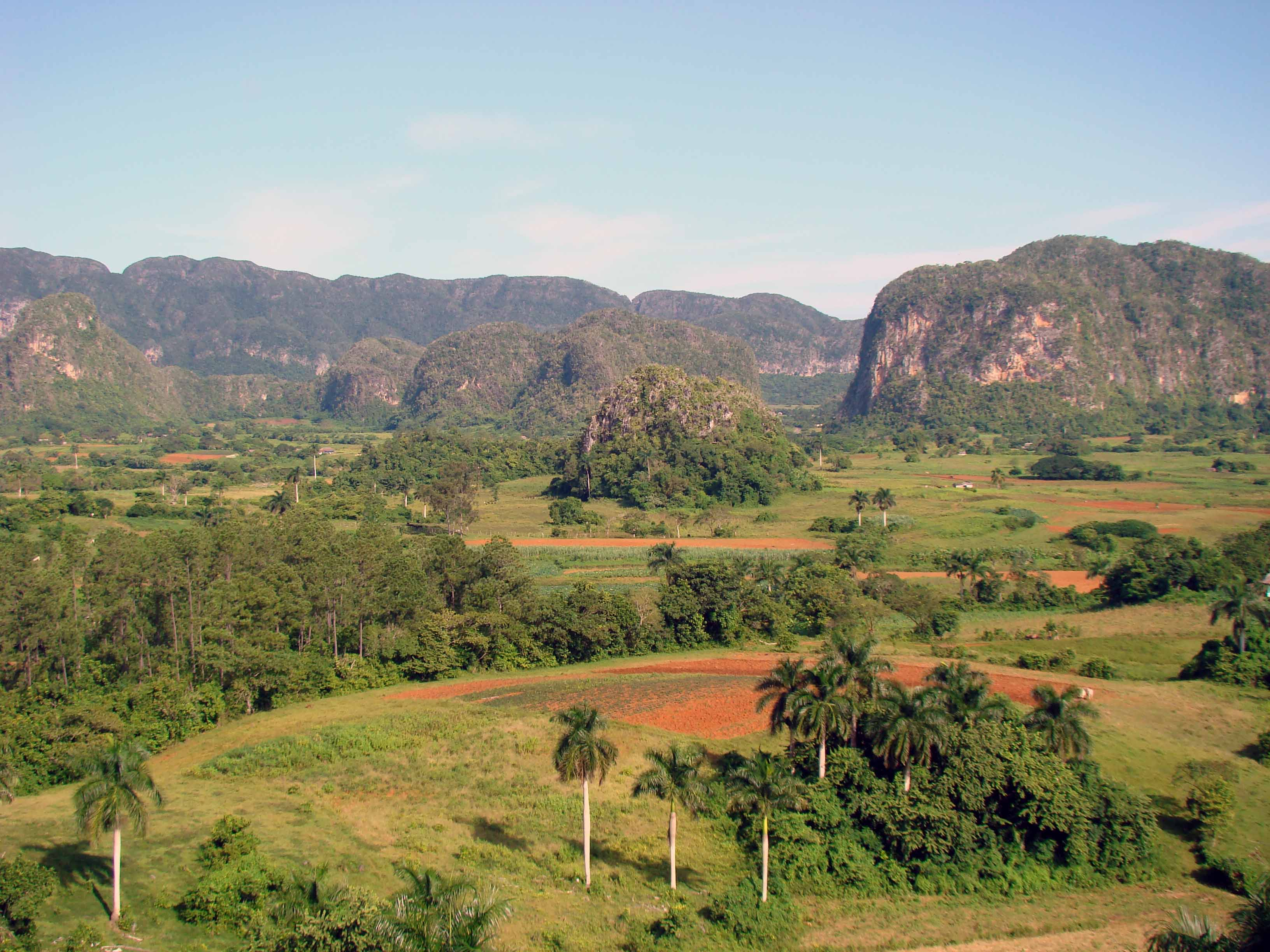
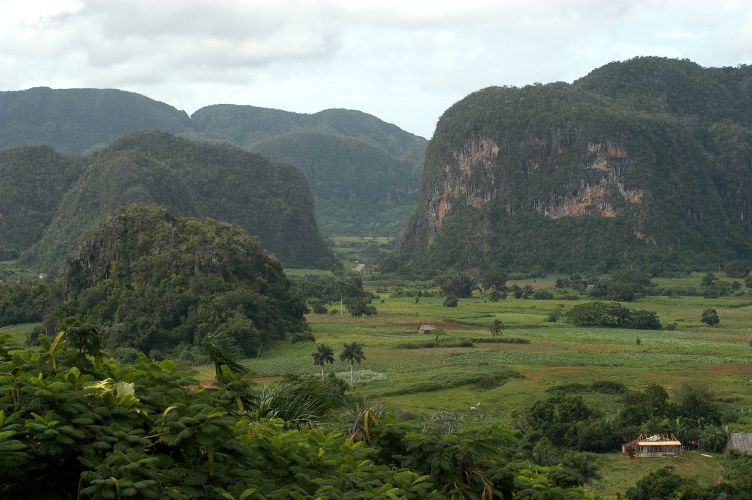
Mogotes de Dos Hermanas
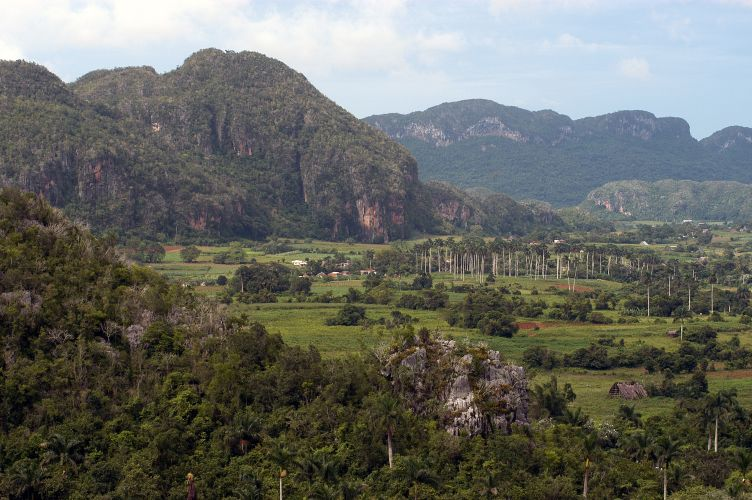
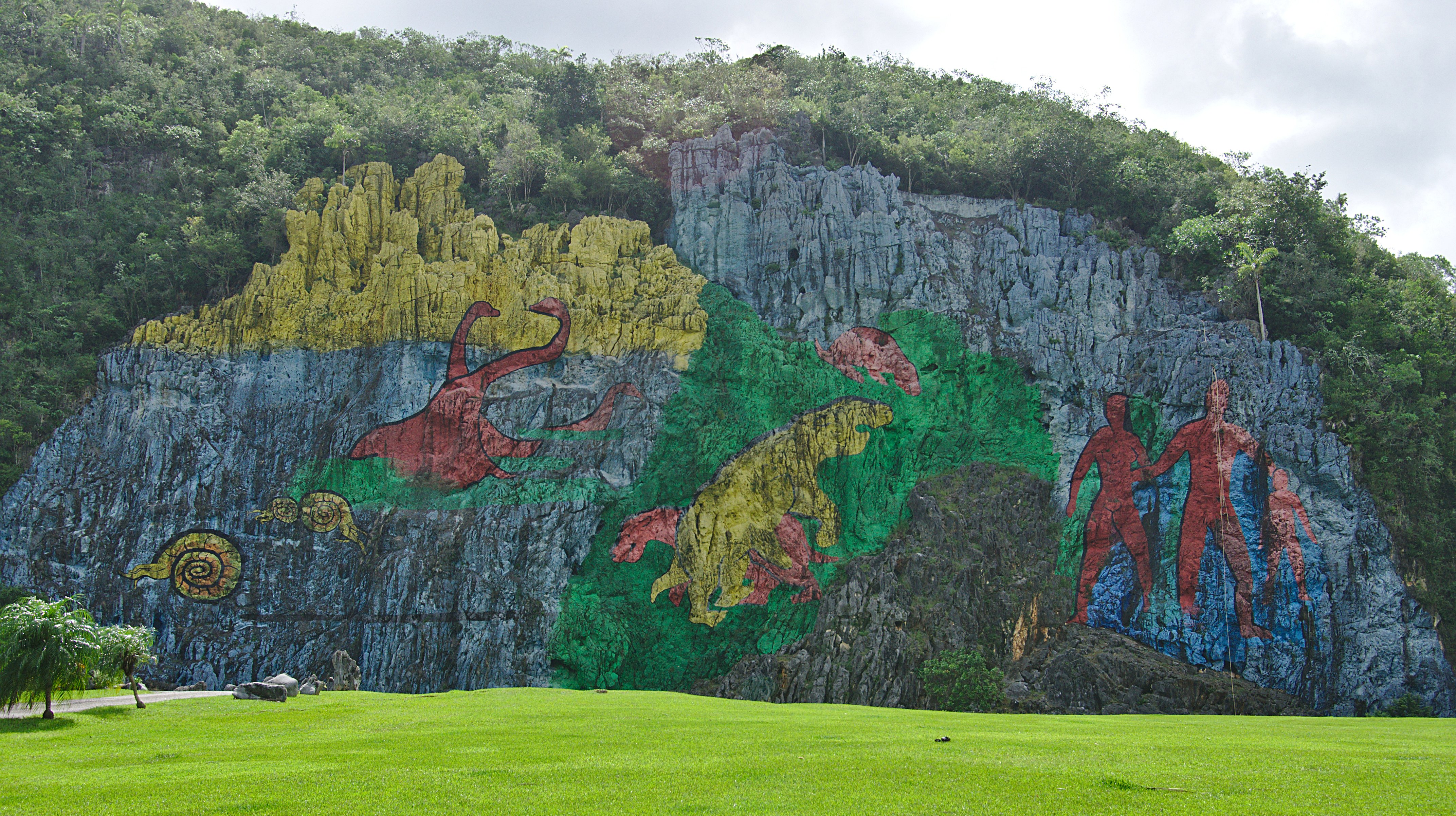
Mural de la Préhistoire